# Ragnar Ödman
Ragnar Harald Ödman, född 14 oktober 1895 i Malmberget, Gällivare församling, Norrbottens län, död 16 juni 1950 i Malmbergets kyrkobokföringsdistrikt, Norrbottens län
, var en svensk yrkesmålare och konstnär.
Ödman var son till Anton Andersson Ödman och Anna Kristina Näsström. Ragnar Ödman gifte sig med Maria (Maja) Adelina f. Forslund. Paret fick en son, Rolf Ragnar Ödman född 1941. Ödman arbetade som målarmästare och bedrev sedan konststudier bland annat via Hermods korrespondensinstitut och genom självstudier. Ödman ställde bland annat ut i Malmberget 1932 och i Kiruna 1941 tillsammans med Fritz Ahlnander och Oscar Bergquist.   
Ödmans konst består framför allt av porträtt och landskapsmålningar i akvarell eller olja, ofta med motiv hämtade ur samernas liv.  
1986 gjordes en minnesutställning av Ödmans verk i Folkets Hus, Malmberget och 2009 på Gällivare museet, gamla Centralskolan, Gällivare.